# Yr Aran
Yr Aran är ett berg i Storbritannien.   Det ligger i kommunen Gwynedd och riksdelen Wales, i den södra delen av landet, 300 km nordväst om huvudstaden London. Toppen på Yr Aran är 747 meter över havet, eller 436 meter över den omgivande terrängen. Bredden vid basen är 2,8 km.
Terrängen runt Yr Aran är huvudsakligen kuperad.Runt Yr Aran är det ganska glesbefolkat, med 45 invånare per kvadratkilometer. Närmaste större samhälle är Blaenau-Ffestiniog, 10,7 km öster om Yr Aran. Trakten runt Yr Aran består i huvudsak av gräsmarker.